# Bartomeu Cucala
Bartomeu Cucala (Sant Mateu del Maestrat, finals segle xv-?) va ser un escriptor religiós valencià.
Prevere, mestre en teologia i escriptor religiós allunyat de l'erasmisme. Va ser l'autor del tractat de confessió Baculus clericalis, obra molt profitosa […] per a confessar, més encara […] per a bé confessar-se, que va ser imprès a València el 1524. El text que va assolir molta importància a la formació del baix clergat, generalment poc instruït, i dels penitents laics d'una forma amena i breu. Gràcies al seu èxit, va ser reimprès diverses vegades a València, Barcelona i Saragossa, durant el segle xvi, entre els anys 1529 i 1563, en català, castellà i llatí.